# Mošeja paše Kasima
Mestna cerkev blažene Device Marije (madžarsko Belvárosi Gyertyaszentelő Boldogasszony-templom), prej znana kot mošeja paše Kasima (madžarsko Gázi Kászim pasa dzsámija, turško Gazi Kasım Paşa Camii) je katoliška cerkev v Pécsu na Madžarskem, ki je bila v 16.–17. stoletju zaradi osmanskega osvajanja mošeja. Je eden od simbolov mesta, ki stoji v središču mesta, na glavnem Széchenyijevem trgu. Sedanje poslopje, ki meri sto korakov v dolžino in širino, je zgradil paša Kasim Zmagovalec med letoma 1543 in 1546. Mošejo so leta 1702 spremenili v cerkev, potem ko so habsburško-ogrske čete ponovno osvojile mesto. Minaret so uničili jezuiti leta 1766. Ena največjih osmanskih stavb, ohranjenih na Madžarskem še vedno ohranja številne turške arhitekturne značilnosti.
Med prenovo leta 1939 so odkrili tudi oltarni kamen Legio I Adiutrix, nameščen v Sopianae leta 215, ostanke kipa in nekaj rimskih grobov.

## Zgodovina

### Cerkev svetega Bartalana
Datum izgradnje cerkve sv. Bertalana ni gotov: najverjetneje jo je začel graditi škof Bertalan v prvi polovici 13. stoletja, v času vladavine kralja Andreja II. Ime, ki je na Ogrskem redko, je verjetno dobila po relikviji sv. Bartolomeja, ki je bila pridobljena od kralja Andrása in postavljena tukaj. Takratna ladja cerkve je bila dolga 30 metrov in široka 10 metrov. O stolpu ni sledi.
V 14. stoletju so cerkev razširili in na jugozahodnem delu glavne fasade prizidali vogalni stolp, okrepljen z vogalnimi stebri. Svetišče je v vzhodni smeri. Podaljšali so jo za 5 metrov, s čimer se je cerkev povečala na skupno 37 metrov. Dotedanjo ravno ploščo je nadomestil obokan strop.
Konec 15. stoletja so cerkev v renesančnem slogu znatno razširili: poleg ladje so dodali še dve stranski ladji s stebrnim sistemom, svetišče pa je postalo polkrožno. Takrat naj bi bila zgrajena tudi zbirna kostnica. Stavba je bila 40 metrov dolga in 20 metrov široka, druga največja v mestu za stolnico.
Po turškem vpadu leta 1543 je bila cerkev za nekaj časa razdeljena na dva dela, sledovi zidakov, ki so delili glavno ladjo, so ostali še danes.

### Mošeja v turški dobi
V drugi polovici 16. stoletja, domnevno v 1560-ih (po drugih virih med letoma 1543 in 1546), so cerkev porušili in iz njenih kamnov zgradili mošejo, ki še vedno stoji.
Mošeja, spremenjena v cerkev, stoji na najvišji točki Széchenyijevega trga v Pécsu in je predstavnik turškega sloga arhitekture na Madžarskem. Zgrajena naj bi bila nekaj let po osmanski zasedbi Pécsa leta 1543. V 1660-ih je znameniti turški popotnik Evlija Čelebi pisno pohvalil pogled z mošeje. Dokončana turška cerkev je postala velika mestna mošeja. Osrednji pravokotni del je tisti iz turškega obdobja, ki ga pokriva kupola, ki sloni na osmerokotnem bobnu.
V stavbi so bile med 18. in 20. stoletjem izvedene številne spremembe v okviru preoblikovanja mošeje v rimskokatoliško cerkev. Njen minaret je bil po povečanju odstranjen, pri čemer je ostal le večji del prvotne strukture. Na jugovzhodni, jugozahodni in severovzhodni fasadi sta dva niza 4-4 in 3-3 erkernih oken, eno nad drugim. Prvotni vhod v mošejo je bil na severozahodni strani. Na tej strani je bilo tudi stopnišče, ki je vodilo na galerijo - ženske so smele ostati na galeriji samo s tančicami. Na jugozahodni strani mošeje je minaret vzidan v temeljne zidove srednjeveške cerkve. 
V notranjosti je v preostalih mavčnih delih jasno vidnega nekaj osmanskega okrasja in napisov iz Korana. Turška prižnica in ženski balkon sta bila uničena, mihrab pa odstranjen (a kasneje zamenjan). Dva turška umivalnika pred zakristijo (danes kropilnika za sveto vodo) sta bila sem prinesena iz hamama paše Kászima Gázija, ki je bil nekoč poleg cerkve in je bil medtem uničen.
Mošeja je razmeroma srečno preživela turške osvobodilne vojne, porušil se je le del minareta - porušili so ga leta 1766.

### Sedanja cerkev
Cerkev je postala last jezuitskega reda. Leta 1692 se je mestno vodstvo v cerkvi zaobljubilo, da smejo v mestu živeti samo katoličani. Po manjših začasnih predelavah je bila prva večja prezidava leta 1702, ko so jo preuredili v krščansko cerkev. V severnem delu so zgradili kapelo, stolp, zakristijo in kripto, v južnem delu pa vhod s portikom. Njena oprema je baročna oziroma v rokokojskem slogu.
Naslednja pomembna preobrazba se je zgodila v letih 1766–70, načrtoval pa jo je jezuitski menih Prokopij ob finančni podpori družin Frühweiss in Birisics iz Pécsa. Takrat so podrli minaret in na njegovem mestu zgradili skvotasti stolp. Jezuitski samostan (Mai Nagy Lajos Gimnázium) je bil razširjen in povezan s cerkvijo z obokanim prehodom, ki je bil leta 1864 porušen. V tem času je bilo tudi porušeno severno glavno obzidje, ki so mu dodali kupolo in ji pridružili Alajoško kapelo s samostanskim obokom, na zahodu pa postavili zakristijo. Nadaljnja sprememba je bila, da so na strani, ki gleda na trg, zgradili preddverje v baročnem slogu - to 15 metrov široko stopnišče je bilo na mestu do leta 1939. Kriptni sistem pod cerkvijo je bil zgrajen leta 1967.
Leta 1773 je bil jezuitski red razpuščen. Cerkev je postala last državne blagajne, nato pa leta 1780, ko je mesto pridobilo avtonomijo, prešla v last mesta. Nekdanje orgle so prenesli v kapelo Havihegyi (ki je bila uničena v požaru), na njihovo mesto pa so postavili nove. Kupolo je poslikal Graits Endre, plošča je bila dvignjena in prekrita z bakrenimi ploščami.
Zadnja večja preobrazba je bila izvedena leta 1939 po načrtih Nándorja Körmendyja. Baročni stolp in stopnišče sta bila porušena, nadomeščena s polkrožnim severozahodnim prizidkom z novimi orglami Angster. 8 let pozneje je Ernő Gebauer ustvaril freske na stenah stavbe. Leta 1956 je bila kupola preoblikovana v polkroglasto florentinsko vrsto (ki je bolj podobna prvotni turški).
Njen ogrevalni sistem je od leta 2018 priključen na daljinsko ogrevanje Pécsa.